# Mieux vaut être riche et bien portant que fauché et mal foutu
Mieux vaut être riche et bien portant que fauché et mal foutu, titulada en España Más vale pájaro en mano, es una película de Max Pécas hecha en 1980.

## Sinopsis
Dos medio hermanos (Sylvain Green y Claus Obalski) deben encontrar a su media hermana para cobrar la herencia de su padre. Solo hay un pequeño inconveniente: los dos hermanos solo se conocieron en la oficina del notario, y la única pista que tienen sobre su hermana es una foto. La hermana, además, ha sido captada por una secta. Se produce una persecución que pasa por Normandía, España (en un pueblo naturista) y Túnez. En el camino, uno de los dos hermanos se cruzará en su camino con su novia azafata (Victoria Abril) quien demostrará ser de gran ayuda. Encontrada su hermana, vuelven a buscar su herencia, pero no todo es tan sencillo.

## Ficha técnica
- Título: Mieux vaut être riche et bien portant que fauché et mal foutu
- Producción: Max Pécas
- Guion: Didier Philippe-Gérard, Claude Mulot y Max Pécas
- Productora: Geiselgasteig Film (Múnich), Hesperia Films, Imp-Ex-Ci - Importation-Exportation Cinema (Niza), Les Films du Griffon, Les Films Jacques Leitienne
- Productor ejecutivo: Max Pécas
- Director de producción: Gérard Croce, Wolfgang von Schiber
- Distribución: Les Films Jacques Leitienne
- Fotografía: Roger Fellous
- Sonido: Jean-Paul Mugel
- Música: Georges Garvarentz
- Montaje: Nicole Cayatte
- Duración: 90 minutos
- Fecha de estreno: 29 de octubre de 1980

## Reparto
- Sylvain Green: Cri-Cri
- Victoria Abril: Mercedes
- Claus Obalski: Rudy
- Inge Steinbach: Carole
- Gérard Croce: Maestro Lanzac
- Alexandra Delli Colli: Corinne
- Daniel Derval: Julien
- Olivia Dutron
- Eric Legrand: Norbert
- Michel Vocoret: Henry Bouvier

- Philippe Rège, Encyclopedia of French Film Directors (páginas 758, 80), volumen 1, 2009.
- Martin Barnier y Laurent Jullier, Une brève histoire du cinéma 1895-2015 (Fayard/Pluriel), 2017.